# Friedrich von der Mühll
Friedrich Leonhard „Fritz“ von der Mühll (* 11. Februar 1883 in Basel; † 15. Mai 1942 in Bern) war ein Schweizer Althistoriker und Gymnasiallehrer.

## Leben

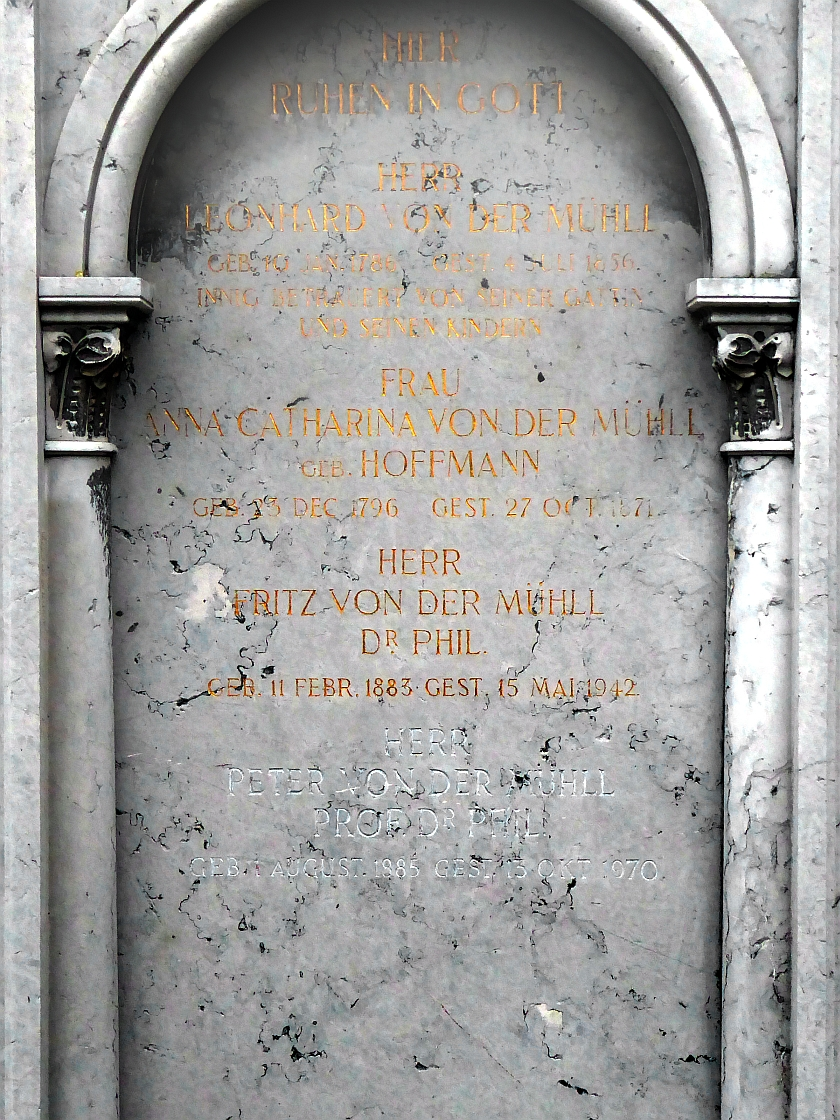
Grab auf dem Friedhof Wolfgottesacker, Basel

Friedrich von der Mühll entstammte einem weit verzweigten Schweizer Geschlecht. Sein Vater war der Kaufmann Friedrich von der Mühll (1855–1935), seine Mutter Helene geb. Vischer (1861–1957) stammte aus einem alten Basler Patriziergeschlecht. Sein jüngerer Bruder Peter von der Mühll (1885–1970) wurde Professor für Klassische Philologie in Basel, seine Schwester Henriette heiratete den Archäologen Arnold von Salis.
Friedrich von der Mühll studierte Klassische Philologie und Alte Geschichte an der Universität Basel und wurde 1906 bei Friedrich Münzer und Adolf Baumgartner (1855–1930) mit der lateinisch geschriebenen Dissertation De L. Appuleio Saturnino tribuno plebis promoviert. Anschließend arbeitete er als Gymnasiallehrer in Bern.
Von der Mühll verfasste zahlreiche Artikel für die Neubearbeitung von Paulys Realencyclopädie der classischen Altertumswissenschaft.